# Organització dels Estats Turcs

Consell Turc

L'Organització dels Estats Turcs, anteriorment anomenat Consell Turc (turc: Türk Konseyi, àzeri: Türk Şurası, kazakh: Түрік кеңесі, kirguís: Түрк кеңеш) o Consell de Cooperació dels Països Turcoparlants (CCPT), és una organització internacional intergovernamental fundada el 2009 entre l'Azerbaidjan, el Kazakhstan, el Kirguizstan i Turquia.

## Història
L'establiment del Consell fou decidit a les Cimeres de Països Turcoparlants que es realitzaven des de 1992. Nursultan Nazarbayev, el president del Kazakhstan, fou el pare d'aquesta idea, proposant-la en la cimera de 1996. El pas decisiu es donà a la 9a Cimera que es realitzà a la ciutat de Naxçıvan, capital de la República Autònoma de Nakhtxivan, pel que l'acord firmat en aquesta ciutat el 3 d'octubre de 2009 es coneix com l'Acord de Naxçıvan.
Altres estats turcs com la República Turca de Xipre del Nord, el Turkmenistan i l'Uzbekistan, encara no són membres del Consell per diverses raons.

## Estructura i organització
Els principals òrgans d'organismes afiliats a o relacionats amb el Consell Turc són:
- Consell de Caps d'Estat
- Consell de Ministres d'Exteriors
- Comitè de Funcionaris d'Alt Nivell
- Consell dels Aksakallar (Consell dels Savis, literalment Consell dels Barbes Blanques)
- Secretaria General
- Assemblea Parlamentària (TÜRKPA)
- Acadèmia Turca
- Consell Turc de Negocis
- Organització Internacional de la Cultura Turca (Uluslararası Türk Kültürü Teşkilatı o TÜRKSOY)

Els caps d'Estat fan una cimera cada any oficialment i una altra vegada es reuneixen en una reunió anual extraoficial. Presidents de parlaments i delegacions parlamentàries es reuneixen periòdicament a Bakú.

## Seus i secretari general
El Consell Turc té tres seus. Aquestes són a Istanbul, Bakú i Astana. Istanbul és la seu de la Secretaria General, Bakú de l'Assemblea Parlamentària (TÜRKPA) i Astana de l'Acadèmia Turca.
L'ambaixador Ramil Hasanov, de l'Azerbaidjan, és el secretari general del Consell Turc.

## Dades generals dels països membres
| País        | Població   | Superfície (km²) | PIB (nominal)         | PIB per cápita (nominal) |
| ----------- | ---------- | ---------------- | --------------------- | ------------------------ |
| Turquia     | 75,627,384 | 783,562          | $ 1.123 bilió         | $ 10,609                 |
| Azerbaidjan | 9,356,500  | 86,600           | $ 93.055 mil milions  | $ 10,400                 |
| Kazakhstan  | 16,967,000 | 2,724,900        | $ 109.273 mil milions | $ 11,800                 |
| Kirguizstan | 5,482,000  | 199,900          | $ 12.016 mil milions  | $ 2,009                  |

## Bandera i diada
La bandera oficial del Consell turc fou adoptada en la segona reunió del Consell de Ministres d'Afers Exteriors el 22 d’agost de 2012 en Bixkek. La bandera conté símbols relacionats amb els quatre països membres fundadors del Consell. Rep el seu color turquesa de la bandera del Kazakhstan, el sol del centre de la bandera del Kirguizstan, la lluna creixent de la bandera turca i l'estrella de 8 puntes de la bandera de l'Azerbaidjan.
En la 10a reunió (cimera) del Consell de Caps d'Estat, realitzada el 16 de setembre de 2010 a Istanbul, el 3 d'octubre, la data de l'establiment del Consell Turc, fou declarat com el Dia de Cooperació dels Països Turcoparlants.